# Políbio
Políbio, em grego Πολύβιος (Megalópolis, c. 203 a.C. – 120 a.C.) foi um geógrafo e historiador da Grécia Antiga, famoso pela sua obra "Histórias", cobrindo a história do mundo Mediterrâneo no período de 220 a.C. a 146 a.C. É-lhe também atribuída a invenção de um sistema criptográfico de transliteração de letras em números.

## Biografia
Políbio nasceu na cidade de Megalópolis, na Arcádia, Grécia, entre os anos de 203 a.C. e 201 a.C., fazendo parte da nobreza da sua cidade natal. Ingressou aí na actividade política, devotando-se à defesa da independência da Liga Aqueia. Chegou a ser eleito hiparco (comandante de cavalaria) do exército da liga, e encaminhava-se para uma brilhante carreira política que foi subitamente interrompida.
Quando da Terceira Guerra da Macedónia (171 a.C.–168 a.C.), que opôs Roma a Perseu da Macedónia, Políbio liderou a defesa da neutralidade da Acaia naquele conflito. Contudo, não conseguiu conquistar a confiança romana, o que derrotou as intenções de neutralidade da liga. Em consequência, os romanos decidiram levar 1 000 nobres da Aqueia como reféns para Roma em 167 a.C., forçando-os a permanecer no exílio durante 17 anos. Entre estes reféns, encontrava-se Políbio.
Sendo um homem culto, em Roma teve a oportunidade de ser preceptor do jovem Cipião Africano, futuro herói da Terceira Guerra Púnica, estabelecendo laços que os ligariam durante toda a vida.

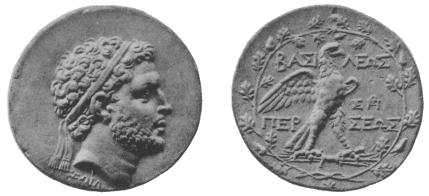
Moeda de Perseu da Macedónia

Apesar de em 150 a.C. ter obtido, por intercessão de Cipião, a possibilidade de regressar à Aqueia, parece ter previsto o choque inevitável das pretensões de independência da Liga e dos desejos romanos de submissão incondicional, e decidiu acompanhar Cipião, como conselheiro informal, nas suas campanhas na Numância e na guerra contra Cartago. Assim, presenciou a destruição de Cartago, legando à posteridade um relato presencial dos acontecimentos.
Deve-se a Políbio o registo da estela que num templo de Cartago descrevia a viagem de Hanão e de diversas informações que permitiram preservar, embora de forma ténue, o legado cultural púnico.
No mesmo ano a cidade de Corinto foi destruída e a romanização da Grécia atingia o seu auge. Neste contexto, Políbio regressou à Grécia, tendo-se dedicado, dadas as suas ligações à elite romana, a tentar minorar a dureza do jugo romano sobre as cidades gregas. Foi-lhe confiada a missão de nelas introduzir a governação romana, tarefa em extremo difícil e delicada, mas da qual se houve por forma a obter o reconhecimento de ambas as partes.
Alguns anos depois voltou a Roma, tendo-se dedicado aos seus trabalhos históricos, nos quais a proximidade à elite governante de Roma, e a sua cultura, fizeram de Políbio um observador privilegiado da política e cultura romanas. No âmbito desses trabalhos, empreendeu diversas viagens, procurando observar em primeira mão os lugares e o cenário dos eventos que descrevia na sua história.
Procurando obter rigor na descrição histórica, entrevistou veteranos das guerras que descreveu, procurando obter informação presencial dos eventos mais recentes. Através da sua influência em Roma, obteve acesso privilegiado aos arquivos públicos, tendo cuidadosamente compulsado as fontes documentais existentes.
Após a morte de Cipião, retornou à Grécia, onde faleceu aos 82 anos em consequência de uma queda de cavalo.
Atribui-se a Políbio a invenção de um sistema criptográfico que permite com facilidade transformar letras em números e, através de uma chave numérica simples, recriar o texto inicial. Este sistema simples de criptografia foi usado até o século XIX.
Os trabalhos de Políbio tiveram grande influência sobre diversos pensadores e políticos, nomeadamente Cícero e Montesquieu, e serviram de fonte a múltiplos historiadores posteriores, entre os quais Tito Lívio.
De acordo com a tradição grega de valorizar o testemunho contemporâneo e a História recente, nos seus escritos Políbio narra preferencialmente os acontecimentos da sua própria geração e da imediatamente anterior. É um dos primeiros historiadores a encarar a História como uma sequência lógica de causas e efeitos. A sua obra baseia-se numa cuidadosa análise crítica das fontes existentes e da tradição, descrevendo com vivacidade os acontecimentos e as motivações e valores subjacentes, tendo como objectivo uma visão global dos acontecimentos e não uma simples cronologia de factos.
A obra de Políbio, de que não se conhece hoje senão uma parte, é considerada como sendo objectiva e fundada numa sólida análise das fontes, o que o coloca a par de Tucídides em termos de cientificidade na análise histórica. Infelizmente, seu estilo é prolixo e incolor (o que muito prejudicou a preservação da sua obra). Como aliás seria de esperar, a sua descrição dos acontecimentos nem sempre é neutra, sendo claro o seu esforço no sentido de justificar as suas acções e as dos que lhe estavam mais próximos, por vezes em detrimento de outros. Sua hostilidade em relação aos inimigos gregos da Liga da Aqueia — como a Liga Etólia e o tirano "populista" de Esparta, Nabis, é notória. Por outro lado, a obra foi escrita com o objectivo de explicar aos gregos as razões da ascensão de Roma, procurando convencê-los da inevitabilidade da aceitação do domínio romano, ganhando assim em algumas passagens um excessivo tom apologético.

## Traduções
Existe em português uma tradução do grego de parte da obra de Políbio (Histórias) feita por Mário da Gama Kury, publicada pela Editora da Universidade de Brasília. Outra tradução, vertida também do original, foi realizada por Breno Battistin Sebastiani (História Pragmática), com publicação pela Editora Perspectiva.